# El conde (cortometraje)
El conde o Charlot, sastre de señoras (The Count) es un cortometraje estadounidense escrito, producido y dirigido por Charles Chaplin en 1916. Además del propio Chaplin, intervinieron los actores Eric Campbell, Edna Purviance y Albert Austin.

## Argumento
Charlot es aprendiz de sastre, pero todo lo hace mal, toma las medidas de los labios, de las uñas, de los dedos. El sastre (Eric Campbell) lo manda a planchar, pero el descuido del aprendiz hace que la plancha queme toda la ropa. En uno de los trajes, aparece una invitación a una fiesta de alta sociedad, y está dirigida a un conde que no puede asistir. El sastre resuelve aprovecharse y hacerse pasar por el conde. 
Charlot, que está en la casa de la fiesta por su idilio con la cocinera, se adelanta a su patrón y se hace pasar él por el conde, y también hace pasar por su secretario al sastre. Charlot queda encantado de la elegante señorita que dirige la fiesta (Edna Purviance), come sopa con ella; pero, al no tener los modales de la alta sociedad, hace ruido sorbiendo la sopa, muerde la sandía, y, para no ensuciarse, usa una servilleta para protegerse la cara.
A continuación llega el baile, y hay una pelea de patadas entre Charlot y el sastre sin que el resto se dé cuenta. Pero llega el verdadero conde, y hay un alboroto y una persecución dentro de la casa, con pastelazos incluidos, hasta que Charlot puede escaparse por la calle.